# AE Bonny Romance
«Ae Bonny Romance» (titulado «El secuestro de Willie» en Hispanoamérica y «Un amor turba-dor» en España) es el octavo episodio de la trigésimo quinta temporada de la serie de televisión animada estadounidense Los Simpson, y el 758 en total. Se emitió en los Estados Unidos en Fox el 3 de diciembre de 2023. El episodio fue dirigido por Matthew Nastuk y escrito por Michael Price.
En este episodio, la familia Simpson va a Escocia para encontrar al jardinero Willie y se entera de que está a punto de casarse. Karen Gillan, Paul Higgins y David Tennant aparecen como estrellas invitadas. El episodio recibió críticas positivas. Es el primer episodio de la temporada con los créditos finales y el tema musical tradicionales.

## Trama
En la escuela primaria de Springfield, los chicos de cuarto curso están aprendiendo a bailar con las chicas. Para evitar que se toquen las manos, Bart va a la enfermería a por vendas para que se las pongan en las manos. Después de ponérselas, empiezan a sentirse intoxicados, y Bart ve que había conseguido parches de nicotina. Aunque alega inocencia, el director Skinner lo envía con el jardinero Willie para que lo castigue. Cuando se entera de lo ocurrido, Willie le habla a Bart de Maisie, a quien Willie amaba pero no se unió a él para venir a América. Se hacen amigos por encima de su odio hacia las chicas.
Mientras tanto, Homer y Marge reciben una invitación para una boda de destino. Homer protesta, pero Marge acepta y planean utilizar sus millas acumuladas para pagar los billetes de avión. Cuando Willie desaparece, Bart recibe una llamada suya desde Edimburgo pidiendo ayuda. Convence a Homer y Marge para que lleven a la familia a ayudar a Willie con sus millas de vuelo. En Edimburgo, la familia encuentra a Willie, que está a punto de casarse con Maisie.
Willie dice que su llamada fue engañosa porque fue interrumpida por Maisie pidiéndole un beso. Explican que la familia de Maisie le dijo que Willie había sido asesinado por una oveja, razón por la cual no se reunió con él. Encontró a Willie después de ver un vídeo de él y Bart que colgaron en Internet. Después de hablar, deciden casarse. Bart se siente traicionado porque pensaba que Willie odiaba a las chicas.
Mientras participan en las actividades de la boda, Homer y Marge discuten porque a Homer no le gustan las bodas de destino. En el ensayo de la boda, Lisa le dice a Bart que se alegre por Willie mientras Marge le dice a la gente que Homer no es romántico. Aunque Bart intenta alegrarse por Willie, éste le pide que baile con chicas, lo que provoca que Bart tire la tarta nupcial por una ventana.
En el ensayo de la boda, Lisa le dice a Bart que se alegre por Willie mientras Marge le dice a la gente que Homer no es romántico. Aunque Bart intenta alegrarse por Willie, éste le pide que baile con chicas, lo que provoca que Bart tire la tarta nupcial por una ventana.
Bart se entera de que la familia de Maisie está permitiendo que Willie se case para usar su habilidad olfativa y hacerlos ricos. Mientras tanto, Homer se enfada con Marge por hablar de él. Más tarde, Homer le envía a Marge un vídeo que cree que le gustaría. Esto hace que los dos se perdonen.
En la boda, Bart interrumpe y le cuenta a Willie los planes de la familia de Maisie. Maisie dice que no lo sabía. Para demostrarle su amor, le rompe la nariz a Willie para arruinar su capacidad olfativa. Se casan y se mudan a la choza de Willie.

## Producción
Karen Gillan interpretó a Maisie, el interés amoroso del jardinero Willie. Describió el personaje como el papel para el que «había nacido». Gillan ya había expresado su interés por aparecer en la serie. Paul Higgins interpreta a Hamish. Higgins también interpretó al actor de Ticket Booth. David Tennant fue elegido para el papel de Pa MacWeldon.
El grupo escocés Belle and Sebastian apareció como ellos mismos, tocando su canción «If You Find Yourself Caught in Love» durante el montaje de la boda. También interpretaron la canción original «Willie And The Dream Of Peat Bogs» en los créditos finales. Cuando el episodio se volvió a emitir en marzo de 2024, se dedicó al cómico Richard Lewis, que puso voz al Golem Macho en el episodio de la decimoctava temporada «Treehouse of Horror XVII».

## Lanzamiento
El episodio se emitió simultáneamente en todas las zonas horarias de Estados Unidos a las 20.30 h ET/5.30 h PT tras un episodio especial de Krapopolis.

## Recepción

### Audiencia
El episodio obtuvo una audiencia de 0,59 con 2,04 millones de espectadores, lo que supuso el segundo programa más visto de Fox esa noche.

### Respuesta de la crítica
John Schwarz de Bubbleblabber dio al episodio un 7,5 sobre 10. Le gustaron los chistes escoceses y las estrellas invitadas. Sin embargo, pensó que la subtrama de los problemas matrimoniales de Homer y Marge eran repeticiones de historias anteriores. Cathal Gunning de Screen Rant destacó la historia de Bart, al que culparon de una broma que causó involuntariamente, seguida de su redención. También destacó la descripción, en su mayor parte exacta, de Edimburgo. Los telespectadores escoceses opinaron que el retrato de Edimburgo y del Festival Fringe de Edimburgo era exacto.